# Уссана
Уссана (итал. Ussana) — коммуна в Италии, располагается в регионе Сардиния, подчиняется административному центру Кальяри.
Население составляет 3763 человека, плотность населения составляет 114,55 чел./км². Занимает площадь 32,85 км². Почтовый индекс — 9020. Телефонный код — 070.
Покровителем населённого пункта считается святой Себастьян. Праздник ежегодно празднуется 20 января.